# アナザー・デイ
「アナザー・デイ」（Another Day）は、ポール・マッカートニーが1971年に発表した楽曲、及び同曲を収録したシングル。

## 解説
ポールが1970年にニューヨークにおけるアルバム『ラム』のセッション中にレコーディングした曲。1971年2月19日に、初のソロ・シングルとして発表された。曲そのものは元々1969年に行われた、いわゆる「ゲット・バック・セッション」時にはほぼ完成していた。
イギリスで2位、アメリカのビルボード（Billbaord）誌では5位を獲得した。ビルボード誌1971年年間ランキングでは65位。またCashbox誌では、1971年5月1日付で最高位6位を獲得し、Cashbox誌1971年度年間ランキングでは51位を記録している。
オリジナル・アルバムには収録されておらず、1993年に「ポール・マッカートニー・コレクション」として再発売された際に『ラム』のボーナス・トラックとして収録された。また、2012年に発売された「ポール・マッカートニー・アーカイブ・コレクション」には、スーパー・デラックス・エディション と デラックス・エディションのみに収録され、通常版には収録されていない。『ウイングス・グレイテスト・ヒッツ』『オール・ザ・ベスト』『夢の翼〜ヒッツ&ヒストリー〜』の各コンピレーション・アルバムにも収録されている。

## 収録曲
| #         | タイトル                                          | 作詞・作曲                                    | 時間 |
| --------- | ------------------------------------------------- | --------------------------------------------- | ---- |
| 1.        | 「アナザー・デイ」(Another Day)                   | ポール・マッカートニー リンダ・マッカートニー | 3:45 |
| 2.        | 「オー・ウーマン、オー・ホワイ」(Oh Woman Oh Why) | ポール・マッカートニー                        | 4:36 |
| 合計時間: | 合計時間:                                         | 合計時間:                                     | 8:21 |

## 演奏者
- ポール・マッカートニー - ボーカル、バッキング・ボーカル、アコースティック・ギター、ベースギター、エレキ・ギター、パーカッション、シェーカー、タンバリン
- リンダ・マッカートニー - バッキング・ボーカル
- デビッド・スピノザ - エレキ・ギター、アコースティック・ギター (#1)
- ヒュー・マクラッケン - エレキ・ギター (#2)
- デニー・シーウェル - ドラムス、パーカッション、シェーカー